# Voluntários das Nações Unidas
O programa de Voluntários das Nações Unidas (UNV) é uma agência das Nações Unidas que contrata voluntários internacionais para auxiliarem parceiros das Nações Unidas em suas frentes de trabalho. O Programa de Voluntários das Nações Unidas é administrado pelo programa de desenvolvimento das Nações Unidas cujo escritório central é em Bonn, Alemanha, e opera através de escritórios regionais do programa de Voluntários das Nações Unidas (UNV).
O programa de Voluntários das Nações Unidas (UNV) foi criado pela Assembléia geral das Nações Unidas em 1970. Ele recruta voluntários tanto em países desenvolvidos quanto em desenvolvimento, embora a maioria dos voluntários é de paises em desenvolvimento. Os voluntários das Nações Unidas são freqüentemente identificados, entrevistados e orientados por uma agência de cooperação localizada no seu país de origem.
Desde 1971, o programa de Voluntários das Nações Unidas (UNV) enviou cerca de 30.000 voluntários para trabalhar numa gama variada de projetos em 140 países em desenvolvimento.